# Eupithecia distinctaria
Eupithecia distinctaria là một loài bướm đêm trong họ Geometridae.

## Hình ảnh

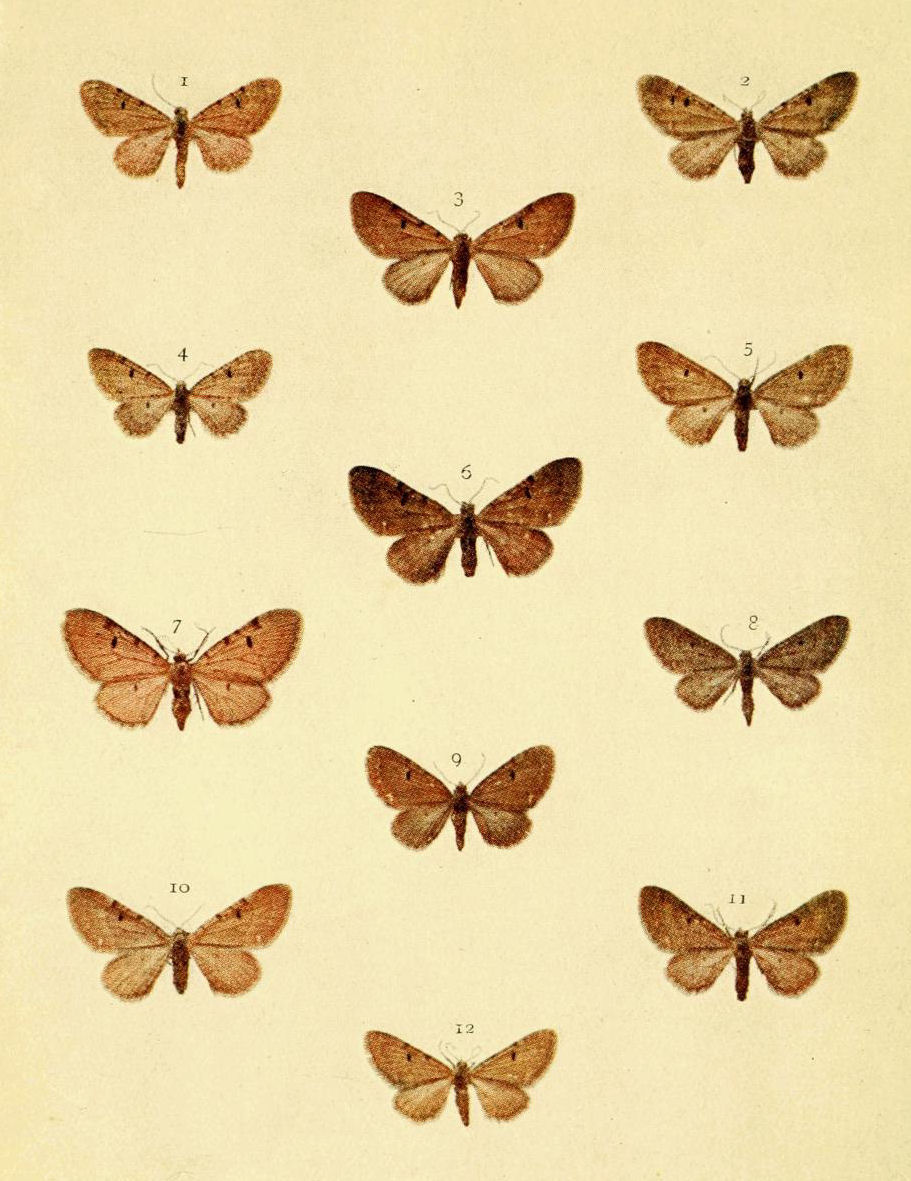